# شيريل هاينز
شيريل هاينز (بالإنجليزية: Cheryl Hines)‏ ممثلة أمريكية من مواليد 21 سبتمبر 1965.

## مواقع خارجية
- شيريل هاينز على موقع IMDb (الإنجليزية)
- شيريل هاينز على موقع روتن توميتوز (الإنجليزية)
- شيريل هاينز على موقع ألو سيني (الفرنسية)
- شيريل هاينز على موقع تيرنر كلاسيك موفيز (الإنجليزية)
- شيريل هاينز على موقع أول موفي (الإنجليزية)
- شيريل هاينز على موقع قاعدة بيانات الأفلام السويدية (السويدية)
- شيريل هاينز على موقع إن إن دي بي (الإنجليزية)
- شيريل هاينز على موقع قاعدة بيانات الفيلم (الإنجليزية)
- شيريل هاينز على موقع كينوبويسك (الروسية)